# Edmond Audran

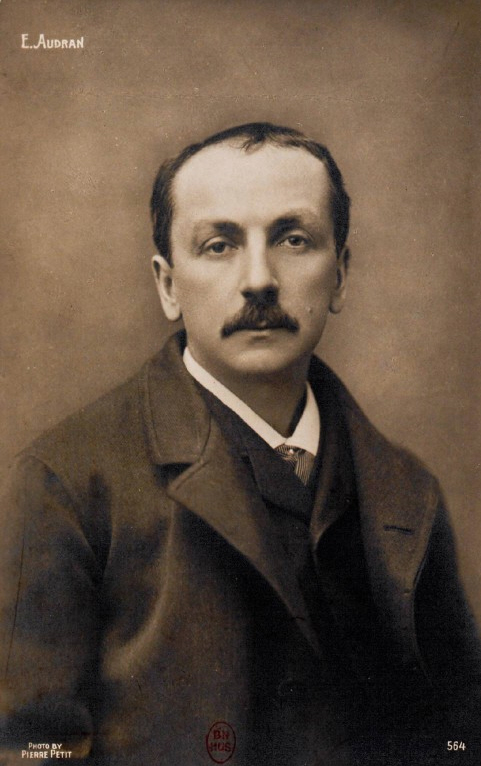
Edmond Audran

Edmond Audran (Lyon, 11 april 1842 - Tierceville (Seine-et-Oise, nu: Calvados), 17 augustus 1901) was een Frans componist die ruim 40 operettes schreef, waarvan La Mascotte uit 1880 als de beste beschouwd wordt.
Audran werd opgeleid aan de bekende École Niedermeyer (gesticht door en vernoemd naar Louis Niedermeyer). Deze school telde bijvoorbeeld ook Gabriel Fauré, André Messager en Claude Terrasse onder haar leerlingen. Onder de docenten van Audran was Camille Saint-Saëns een van de beroemdste. In 1859 won Audran er de eerste prijs in een compositiewedstrijd.
Intussen was zijn familie verhuisd naar Marseille. Audran volgde in 1861 en ging er werken als kapelmeester van de Sint-Jozefkerk. Hij bleef er werken tot 1877 en hield zich allereerst uitsluitend met geestelijke muziek bezig. Pas in de jaren 1860 verschoof zijn aandacht zich langzamerhand richting wereldse muziek. In 1862 debuteerde hij op dat gebied met L'Ours et le Pacha (1862), een muzikale bewerking van de gelijknamige klucht van Eugène Scribe. Het succes is maar matig en pas in 1864 volgt La Chercheuse d'Esprit. La Nivernaise  (1866) en Le Petit Poucet (1868) brengen ook weinig erkenning.
Audran zou wellicht teleurgesteld de operette de rug toegekeerd hebben als niet Henri Chivot hem zijn libretto Le Grand Mogol had opgedragen. Op 24 februari 1877 is de première in het Gymnase de Marseille met in de hoofdrol de nog jonge Jane Hading. Audran krijgt eindelijk de lof die hij verdient. Le Grand Mogol zal uiteindelijk zestig keer worden opgevoerd - niet weinig voor de (dan nog) provinciestad Marseille. Langzaamaan begint zijn succes ook in Parijs door te dringen, zeker vanaf Les Noces d'Olivette (1879): 89 opvoeringen in de Bouffes-Parisiens. Die operette is overigens ook in Londen een groot succes. In 1880-1881 draait ze meer dan een jaar in the Strand.
Audran breekt echter pas echt door met La Mascotte, een operette op tekst van Chivot, voor het eerst opgevoerd in Marseille in 1880. Het succes is overweldigend en Audran wordt uitgenodigd het stuk ook in Parijs op te voeren. Dat gebeurt op 29 december 1880, ook weer in de  Bouffes-Parisiens. Het publiek is uitzinnig en het duet Moutons et dindons moet drie maal (!) als toegift ten gehore worden gebracht. Heel 1881 wordt de operette gespeeld en zelfs in 1882 zijn er nog meer dan 150 opvoeringen. Audran is op slag beroemd.
Alhoewel hij bekend is gebleven als Operettecomponist, schreef Audran ook andere werken, waaronder talloze (geestelijke) liederen, een oratorium (La Sulamite 1876), een marche funèbre op de dood van Giacomo Meyerbeer, een Adoro Te (1882), en een mis (1893). Zijn Photis, een opera seria geschreven in 1896 te Genève is helaas ongepubliceerd gebleven.

## Belangrijke werken
- L'Ours et le Pacha (1862)
- La Chercheuse d'esprit (1864)
- Le Grand Mogol (1877)
- Les Noces d'Olivette (1879)
- La Mascotte (1880)
- Gillette de Narbonne (1882)
- Les Pommes d'or (1883)
- La Dormeuse éveillée (1883)
- Le Grand Mogol (1884, nieuwe versie mmv Duru)
- Serment d'amour (1886)
- La Cigale et la fourmi (1886)
- La Fiancée des verts poteaux (1887)
- Le Puits qui parle (1888)
- La Petite Fronde (1888)
- La Fille à Cacolet (1889)
- L'Œuf rouge (1890)
- Miss Helyett (1890)
- L'Oncle Célestin (1891)
- Article de Paris (1892)
- La Sainte Freya (1892)
- Madame Suzette (1893)
- Mon Prince (1893)
- L'Enlèvement de la Toledad (1894)
- La Duchesse de Ferrare (1895)
- La Poupée (1896)
- Monsieur Lohengrin (1896)
- Les Petites femmes (1897)
- Les Sœurs Gaudichard (1898)

- Biblioteca Nacional de España: XX967399
- Bibliothèque nationale de France: cb144306011 (data)
- Gemeinsame Normdatei: 120659328
- International Standard Name Identifier: 0000 0001 2133 6927
- KulturNav: 518fe7fe-a193-40a6-8b8e-eab2ab5c8231
- Library of Congress Control Number: n82123515
- Nationale Bibliotheek van Letland: 000169931
- MusicBrainz: 1515285c-1d0b-404d-a722-289ff40f248b
- Nationale Bibliotheek van Tsjechië: kup20010000003157
- Nationale Bibliotheek van Israël: 987007283656105171
- Istituto Centrale per il Catalogo Unico: CFIV127358
- LIBRIS: 309507
- SNAC: w6r216m8
- Système universitaire de documentation: 060911204
- Trove: 1495802
- Virtual International Authority File: 54365379
- WorldCat: E39PBJdx84Q73h8fV8ty9KFYfq